# Jesús Enrique Guédez
Jesús Enrique Guédez Acevedo (Puerto de Nutrias, Estado Barinas, Venezuela, 8 de septiembre de 1930 - Caracas, Venezuela, 29 de junio de 2007) fue un poeta, cineasta, periodista y pionero del cine documental venezolano y primer presidente de la Asociación Nacional de Autores Cinematográficos (ANAC). 

## Carrera
Estudió periodismo en la Universidad Central de Venezuela (UCV). Se relaciona desde muy joven con las ideas revolucionarias y socialistas, las cuales crearon en él la inexpugnable conciencia política y el sólido sentido ético y social que lo caracterizaron hasta el último instante de su existencia. Junto con Román Chalbaud, Margot Benacerraf, Jorge Solé y otros pioneros como el mismo Guédez inician producciones aisladas: Caín adolescente, por Román Chalbaud, Araya, por la propia Margot Benacerraf y la Ciudad que nos ve por el mismo Guédez
Fue un amante de la poesía italiana, cuestión que lo lleva a viajar a Italia al terminar la Universidad, en 1963. En la prueba de admisión en el Centro Experimental de Cinematografía de Roma se le presenta la posibilidad de presentar un ensayo sobre la poesía y el cine. Es admitido y estudia dirección cinematográfica durante un año.
Fue miembro fundador del «Grupo Literario Tabla Redonda» (1960), a partir de 1968 se vincula a la Universidad Central de Venezuela, primero como profesor invitado y luego, en 1974 como profesor regular en la Cátedra de Cine de la Escuela de Comunicación Social.

## Obra literaria
Su obra poética la inicia en 1959 con «Las naves», luego le siguieron Sacramentales (1961), Sextantes (1965), Tiempo de los paisajes (1978), El gran poder (1991), Poemas de O Gran Sol (1997), Viajes del sol y la luna (2000) y Poemas crudos (2004) y compuesto de remembranzas de su infancia y de sus primeros libros - Libro de Cuentos: Puerteños (1995) que fue publicado por la UCV y que reeditó Monte Ávila Editores Latinoamericana antes de su muerte. 

### Obras inéditas
Deja dos obras en prosa: «Calumnias del espejo», que reúne una serie de crónicas sobre arte, comunicación, cultura y cotidianidad parcialmente publicadas en periódicos y revistas; y «Al paso del niño», textos más íntimos sobre recuerdos y sucesos familiares. 
hay seguridad de que la revisión, por parte de sus hijos, de los archivos familiares, revelará un tesoro por las múltiples versiones literarias de los guiones de sus películas, así como una gran cantidad de cuadernos y libretas de notas y viajes que sobresalían siempre de sus bolsillos.
En el ensayo «La hoguera de otra edad» (1982), José Barroeta, reseñando la presencia de Guédez como uno de los fundadores del grupo literario Tabla Redonda, expresa:

...será uno de los pocos poetas de aquella época que empleará un lenguaje, que sin llegar a lo coloquial nos conduce a los parajes reales e imaginarios del llano.

## Filmografía
- 1965: Donde no llega el médico.

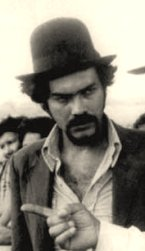
El iluminado (1978), el filme de ficción más conocido de Guédez.

- 1965: La gastroenteritis en Venezuela.
- 1966: La ciudad que nos ve. (En colaboración con Josefina Jordán)
- 1967: Bárbaro Rivas.
- 1968: La universidad vota en contra. (En colaboración con Nelson Arrieti)
- 1969: Los niños callan.
- 1971: Juego al General.
- 1973: Pueblo de lata. (Mención FIPRESCI, Festival de Oberhausen, 1973)
- 1975: Campoma.
- 1975: El circo mágico.
- 1976: Panamá.
- 1978: Testimonio de un obrero petrolero.
- 1978: El iluminado.